# Резолюція Генеральної Асамблеї ООН ES-11/1
Резолюція Генеральної Асамблеї ООН ES‑11/1 — перша резолюція одинадцятої надзвичайної спеціальної сесії Генеральної Асамблеї Організації Об'єднаних Націй, прийнята 2 березня 2022 року. Співавторами резолюції виступили 96 держав. У документі висловлено жаль з приводу російського вторгнення в Україну та вимогу повного виведення російських військ і скасування рішення про визнання самопроголошених Донецької та Луганської народних республік. Резолюцію було ухвалено: 141 голос «за», 5 «проти» та 35 утрималися.

## Історія
Надзвичайна спеціальна сесія — це позачергове засідання Генеральної Асамблеї Організації Об'єднаних Націй для надання термінових рекомендацій щодо конкретної ситуації, важливих для підтримання міжнародного миру і безпеки, у випадку, коли Рада Безпеки ООН не взмозі ухвалити рішення через застосування права вето її постійним членом.

Механізм був запроваджений у 1950 році з резолюцією «Єдність заради миру», в якій зазначалося, що:
… якщо Рада Безпеки через відсутність одностайності постійних членів не виконує свою основну відповідальність за підтримання міжнародного миру і безпеки в будь-якому випадку, коли існує загроза миру, порушення миру, або акту агресії, Генеральна Асамблея негайно розглядає це питання з метою надання відповідних рекомендацій членам щодо колективних заходів, у тому числі у разі порушення миру чи акту агресії застосування збройної сили, коли це необхідно, для підтримувати або відновлювати міжнародний мир і безпеку. Якщо в цей час немає сесії, Генеральна Асамблея може зібратися на екстрену спеціальну сесію протягом двадцяти чотирьох годин після запиту про це. . . .
Здатність Генеральної Асамблеї ООН рекомендувати колективні заходи була предметом гострої суперечки в 1950-х і 1960-х роках. У 1962 році в консультативному висновку Міжнародного Суду ООН зазначалося, що хоча «примусові дії» є виключною компетенцією Ради Безпеки, Генеральна Асамблея ООН має повноваження приймати широкий спектр рішень, включаючи створення миротворчих сил.
24 лютого 2022 року Росія почала широкомасштабне вторгнення в Україну. Наступного дня в Раді Безпеки ООН Росія наклала вето на проєкт резолюції, яка засуджувала вторгнення та закликала до виведення російських військ, що спонукало Раду Безпеки ООН скликати одинадцяту надзвичайну спеціальну сесію щодо України відповідно до резолюції Ради Безпеки ООН 2623.

## Голосування
| Голос      | Кількість | Держави | % голосів | % від загальної суми членів ООН |
| ---------- | --------- | --- | --------- | ------------------------------- |
| За         | 141       | Афганістан, Албанія, Андорра, Антигуа і Барбуда, Аргентина, Австралія, Австрія, Багамські Острови, Бахрейн, Барбадос, Бельгія, Беліз, Бенін, Бутан, Боснія і Герцеговина, Ботсвана, Бразилія, Бруней, Камбоджа, Болгарія, Кабо-Верде, Канада, Чад, Чилі, Колумбія, Коморські Острови, Коста-Рика, Кот-д'Івуар, Хорватія, Кіпр, Чехія, Демократична Республіка Конго, Габон, Данія, Джибуті, Домініка, Домініканська Республіка, Еквадор, Єгипет, Естонія, Фіджі, Фінляндія, Франція, Гамбія, Грузія, Німеччина, Гана, Греція, Гренада, Гватемала, Гаяна, Гаїті, Гондурас, Угорщина, Ісландія, Індонезія, Ірландія, Ізраїль, Італія, Ямайка, Японія, Йорданія, Кенія, Лесото Кірибаті, Кувейт, Латвія, Ліван, Ліберія, Лівія, Ліхтенштейн, Литва, Люксембург, Малаві, Малайзія, Мальдіви, Мальта, Маршаллові Острови, Мавританія, Маврикій, Мексика, Мікронезія, Молдова, Монако, Чорногорія, М'янма, Непал, Нігер, Нідерланди, Нова Зеландія, Науру, Нігер Нігерія, Північна Македонія, Норвегія, Оман, Палау, Панама, Папуа Нова Гвінея, Парагвай, Перу, Філіппіни, Польща, Португалія, Катар, Республіка Корея, Румунія, Руанда, Сент-Кіттс і Невіс, Сент-Люсія, Сент-Вінсент і Гренадини, Самоа, Сан-Марино, Сан-Томе і Принсіпі, Саудівська Аравія, Сербія, Сейшельські Острови, Сьєрра-Леоне, Сінгапур, Словаччина, Словенія, Соломонові Острови, Сомалі, Іспанія, Суринам, Швеція, Швейцарія, Таїланд, Східний Тимор, Тонга, Тринідад і Тобаго, Туніс, Туреччина, Тувалу, Україна, Об'єднані Арабські Емірати, Велика Британія, США, Уругвай, Вануату, Ємен, Замбія. | 77,90 %   | 73,06 %                         |
| Проти      | 5         | Білорусь, Корейська Народно-Демократична Республіка, Еритрея, Російська Федерація, Сирія | 2,76 %    | 2,59 %                          |
| Утримались | 35        | Алжир, Ангола, Вірменія, Бангладеш, Болівія, Бурунді, Центральноафриканська Республіка, Китай, Конго, Куба, Сальвадор, Екваторіальна Гвінея, Індія, Іран, Ірак, Казахстан, Киргизстан, Лаос, Мадагаскар, Монголія, Мозамбік, Намібія, Малі, Нікарагуа, Пакистан, Сенегал, Південна Африка, Південний Судан, Шрі-Ланка, Судан, Таджикистан, Танзанія, Уганда, В'єтнам, Зімбабве. | 19,34 %   | 18,13 %                         |
| Відсутні   | 12        | Азербайджан, Буркіна-Фасо, Камерун, Ефіопія, Есватіні, Гвінея, Гвінея-Бісау, Марокко, Того, Туркменістан, Узбекистан, Венесуела | –         | 6,18 %                          |
| Всього     | 193       | 100 % | 100 %     |                                 |

## Відновлення екстреної сесії
Не маючи доказів скасування вторгнення в Україну, надзвичайна сесія була відновлена, і вони прийняли 24 березня 2022 року резолюцію ES-11/2, в якій були повторені вимоги та побоювання, висловлені в резолюції ES-11/1.